# Gare de Zhuhai
La gare de Zhuhai est une gare ferroviaire chinoise situé à Zhuhai. Elle est construite en 2012.